# Лезина
Лезина (итал. Lesina) је насеље у Италији у округу Фођа, региону Апулија.
Према процени из 2011. у насељу је живело 5954 становника. Насеље се налази на надморској висини од 7 м.

## Становништво
Према резултатима пописа становништва 2011. у општини је живело 6.319 становника.
| 1951. | 1961. | 1971. | 1981. | 1991. | 2001. | 2011. |
| ----- | ----- | ----- | ----- | ----- | ----- | ----- |
| 5.142 | 5.766 | 5.948 | 6.376 | 6.415 | 6.286 | 6.319 |